# Natalia Piekarczyk
Natalia Piekarczyk z d. Staniucha (ur. 2 maja 1988 w Goleniowie) – polska siatkarka, grająca na pozycji rozgrywającej, reprezentantka Polski.

## Życiorys
Jej mężem jest Bartłomiej Piekarczyk. Był statystykiem i II trenerem przez okres swojej pracy zawodowej w poszczególnych klubach. Od sezonu 2019/2020 został I trenerem BKS-u Stal Bielsko-Biała. 
Jej starszą siostrą jest siatkarka Joanna Staniucha-Szczurek. Jej młodszy brat Michał, również był siatkarzem. Od sezonu 2024/2025 jest statystykiem klubu siatkarskiego ŁKS Commercecon Łódź. Jej szwagier Wojciech jest piłkarzem.
Wychowanka UKS Barnim Goleniów. W sezonie 2013/2014 w I lidze była w składzie drużyny AZS KSZO Ostrowiec Świętokrzyski, która wywalczyła historyczny awans do ORLEN Ligi, najwyższej klasy rozgrywkowej, wygrywając wszystkie mecze zarówno w sezonie regularnym jak i w play-off.
W 2015 roku została powołana przez Jacka Nawrockiego do kadry narodowej na mecze w cyklu World Grand Prix.

## Sukcesy klubowe
Mistrzostwo I ligi:
- 2014